# Чернятинська сільська рада (Жмеринський район)
| Чернятинська сільська рада — колишній орган місцевого самоврядування у Жмеринському районі Вінницької області з адміністративним центром у с. Чернятин. Сільській раді підпорядковані населені пункти: - с. Чернятин - с. Слобода-Чернятинська - с. Токарівка |

## Склад ради
Рада складається з 18 депутатів та голови.

## Керівний склад сільської ради
| ПІБ                               | Основні відомості                                            | Дата обрання | Дата звільнення |
| --------------------------------- | ------------------------------------------------------------ | ------------ | --------------- |
| Ісько Людмила Петрівна            | Сільський голова, 1961 року народження, освіта, позапартійна | 26.03.2006   | 31.10.2010      |
| Мендельський Аркадій Болеславович | Сільський голова, 1945 року народження, освіта вища          | 31.10.2010   |                 |

Примітка: таблиця складена за даними джерела